# St. Trinitatis (Röpsen)

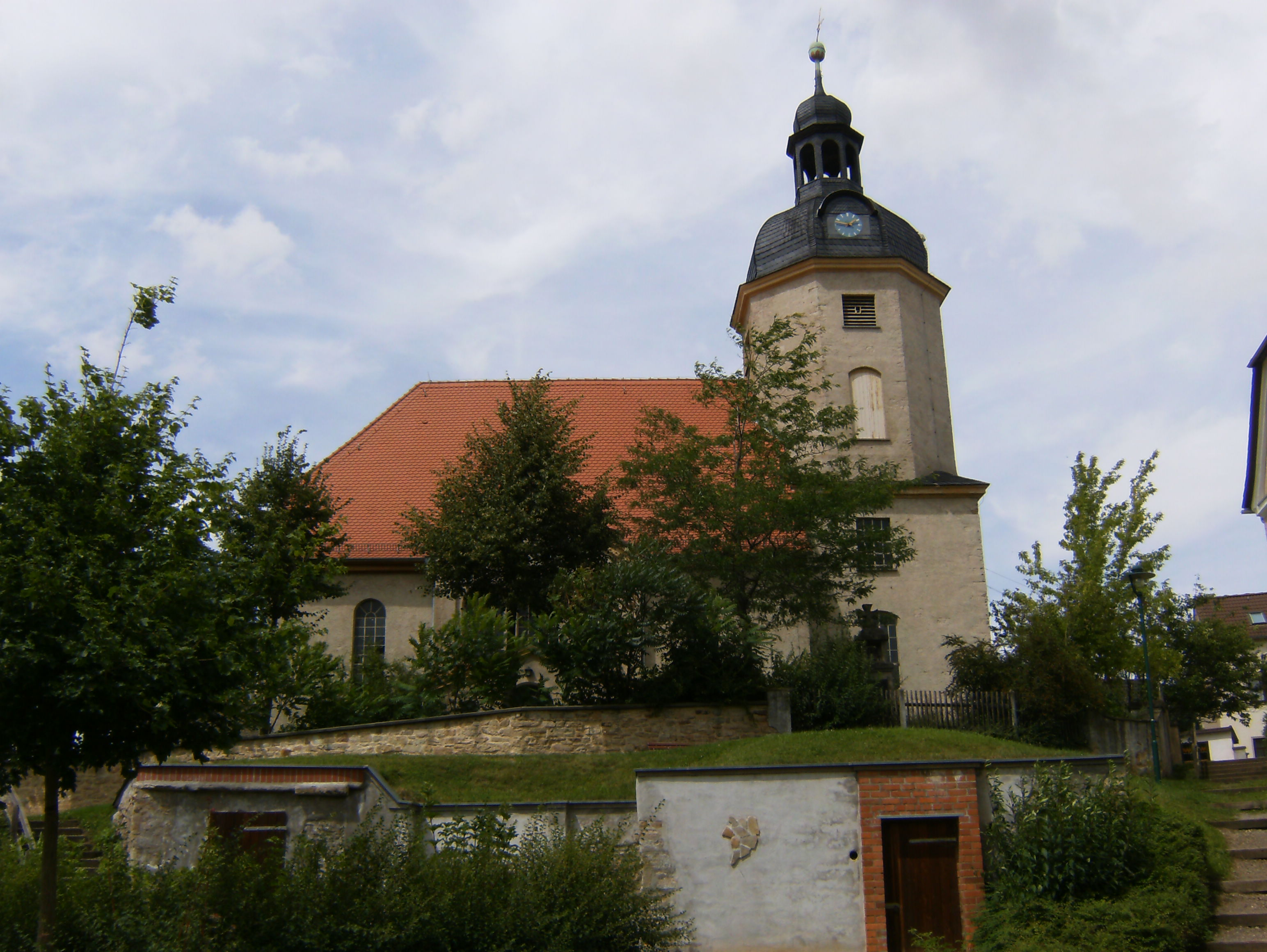
Die Kirche

Die evangelische Kirche St. Trinitatis steht im Ortsteil Röpsen der kreisfreien Stadt Gera in Thüringen. Sie gehört zur Kirchengemeinde Pölzig, Dorna, Röpsen und Roschütz im Kirchenkreis Gera der Evangelischen Kirche in Mitteldeutschland.

## Geschichte
Im Jahre 1669 wurden an einem schon früher existierenden Chorturm die Sakristei und ein Saalbau angefügt. 1687 bis 1689 erfolgte nach einem Teileinsturz der Wiederaufbau. 1729 erhielt der Chorturm zusätzlich ein hohes Oktogongeschoss mit geschweifter Haube, Laterne und bekrönender Kuppel. Die Saalbaufassaden wurden im klassizistisch beeinflussenden Rundbogenstil umfassend neuer gestaltet. 1938 wurde das Gotteshaus restauriert sowie 1992/93 das Gebäude innen.